# Сибила фон Брауншвайг-Люнебург
Сибила фон Брауншвайг-Люнебург (на немски: Sybille von Braunschweig-Lüneburg; * 3 юни 1584, † 5 август 1652) от род Велфи, е принцеса от Брауншвайг-Люнебург и чрез женитба княгиня на Брауншвайг-Даненберг.

## Произход
Тя е най-малката дъщеря на херцог Вилхелм Млади фон Брауншвайг-Люнебург (1535 – 1592) и принцеса Доротея Датска (1546–1617).

## Фамилия
Сибила се омъжва на 18 декември 1617 г. за княз Юлиус Ернст фон Брауншвайг-Даненберг (1571 – 1636) от род Велфи. Тя е втората му съпруга. Те имат две деца:
- Август (* 1619)
- Анна Мария (* 1622)